# Кітакамі (Івате)

39°17′12″ пн. ш. 141°6′47″ сх. д. / 39.28667° пн. ш. 141.11306° сх. д.
Кітака́мі (яп. 北上市, きたかみし, МФА: [kʲi̥takamʲi ɕi̥]) — місто в Японії, в префектурі Івате.

## Короткі відомості
Розташоване в південно-західній частині префектури, в центрі западини Кітакамі, якою протікає річка Кітакамі. Виникло на основі річкового порту раннього нового часу. Засноване 1 квітня 1954 року шляхом об'єднання містечка Куросавасірі з селами Іїде, Футаґо, Саракі, Оніянаґі, Айсарі, Фукуока. Основою економіки є важка промисловість, машинобудування, виробництво напівпровідників. Станом на 1 жовтня 2007 площа міста становила 437,55 км². Станом на 1 вересня 2008 населення міста становило 94 946 осіб.